# Iwan Skworcow
Iwan Aleksandrowicz Skworcow (ros. Иван Александрович Скворцов, ur. 11 czerwca?/24 czerwca 1909 we wsi Cwietnoje w guberni astrachańskiej, zm. 14 marca 1987) – radziecki polityk, działacz partyjny.

## Życiorys
Do 1931 uczył się w technikum, potem od 1931 do 1936 studiował w Moskiewskiej Akademii Rolniczej im. Timiriaziewa, po czym został aspirantem w tej akademii. Był kierownikiem grupy ekspedycji Wszechzwiązkowego Naukowo-Badawczego Instytutu Hydrotechniki i Melioracji i grupy stacji agronomicznej Ludowego Komisariatu Rolnictwa ZSRR, następnie głównym agronomem rejonowego oddziału rolniczego w obwodzie północnokazachstańskim. Od 1940 należał do WKP(b), w 1942 był zastępcą, potem do grudnia 1946 I zastępcą, a od grudnia 1946 do grudnia 1948 przewodniczącym Komitetu Wykonawczego Północnokazachstańskiej Rady Obwodowej. Od grudnia 1948 do listopada 1949 był słuchaczem kursów przekwalifikowania przy KC WKP(b), po czym został przewodniczącym Komitetu Wykonawczego Pskowskiej Rady Obwodowej, następnie od 1956 do 1958 był szefem obwodowego zarządu gospodarki rolnej w Magadanie, a 1959-1960 zastępcą przewodniczącego Komitetu Wykonawczego Kokczetawskiej Rady Obwodowej. Od 1960 do 1962 kierował Wydziałem Gospodarki Rolnej Rady Ministrów Kazachskiej SRR, 1962-1964 był szefem Zachodniokazachstańskiego Krajowego Zarządu Produkcji i Zapasów Produktów Rolnych i I zastępcą przewodniczącego Komitetu Wykonawczego Zachodniokazachstańskiej Rady Obwodowej, 1965-1970 szefem Głównego Zarządu Rolnictwa Ministerstwa Gospodarki Rolnej Kazachskiej SRR, a 1970-1984 szefem wydziału i wykładowcą Kazachskiego Instytutu Rolniczego. Był odznaczony dwoma Orderami Czerwonego Sztandaru Pracy i Orderem „Znak Honoru”.